# 孟州 (古代)
孟州，唐朝时始置，辖区在今河南省境内。今河南省孟州市由此得名。
唐武宗会昌三年（843年）设置孟州，治所在河阳县（今河南省孟州市南，金朝移至今孟州市）。相当于今天济源市、孟州市、温县和黄河南岸的荥阳市汜水镇、广武镇。时为河阳三城节度使的驻地，是洛阳的北门户。元朝孟州缩小。明朝洪武十年（1377年）改为孟县。
唐朝孟州刺史
- 敬昕（843年—844年）
- 刘沔（844年）
- 石雄（844年—846年）
- 李珏（848年—849年）
- 李拭（849年—850年）
- 王宰（850年—853年）
- 纥干皋（854年—856年）
- 韦澳（857年—859年）
- 王式（咸通初年）
- 崔彦昭（869年—871年）
- 穆仁裕（871年—874年）
- 郑延休（874年—879年）
- 李琢（880年）
- 罗元杲（880年）
- 诸葛爽（880年—886年）
- 诸葛仲方（886年）
- 孙儒（886年—887年）
- 李罕之（887年—888年）
- 张全义（888年）
- 丁会（888年）
- 张宗厚（889年）
- 朱崇节（890年）
- 朱崇节（891年）
- 赵克裕（891年—892年）
- 李继密（892年）
- 丁会（898年—899年）
- 李罕之（899年）
- 丁会（899年—901年）
- 孟迁（901年）
- 张汉瑜（903年—905年）
- 王师范（905年—907年）